# Victor Dolmetsch
Victor Auguste Dolmetsch (Nantes, 11 août 1852 - Colombes, 21 décembre 1904) est un compositeur et pianiste français originaire de Bohême. Il est le fils du compositeur Frédéric Dolmetsch et le neveu du facteur d'instruments Arnold Dolmetsch. Il étudie le piano d' abord à Nantes puis au Conservatoire de Paris avec Antoine-François Marmontel. Il y enseignera également plus tard. Il est également critique musical dans Le Ménestrel.

## Liste des œuvres
Dolmetsch a écrit de nombreuses petites œuvres, qui entrent dans la catégorie de la musique de salon romantique. Ce genre est déjà tombé en disgrâce à la fin du XIXe siècle avec l'essor des « vraies » salles de concert.
| Opus     | Titre | Remarques                                                                                    |
| -------- | --- | -------------------------------------------------------------------------------------------- |
| opus 1   | Trois pièces intimes - Tempo diminuetto - Andantino - Tarentelle | pour violon et piano, publié par Henry Lemoine à Paris Dédié à son ami A. Lefort             |
| opus 2   | Trois morceaux caractéristiques - Cortège - Paysage - Pas redoublé | pour piano à quatre mains, publié par Henry Lemoine Dédié aux dames B. Edward et M. d’Aubret |
| opus 3   | Quinze pièces pour le piano - 1. Préambule (dédié à Stephen Heller) - 2. Promenade (dédié à Émile Paladilhe) - 3. Petite valse (dédié à la pianiste Pauline Roger) - 4. Air de ballet (dédié à Ernest Guiraud) - 5. Canzonetta (dédié à Antoine Marmontel) - 6. Burlesque (dédié à Louis Diémer) - 7. Valse lente (dédié à Aristide Hignard) - 8. Sérénade Mauresque (dédié à Henry Ketten) - 9. Air Languedocien (dédié à Marmontel) - 10. Caprice (dédié à P. Vervoot) - 11. Marche baroque (dédié à Guido Spinetti) - 12. Intermezzo (dédié à Louise-Aglaé Massart-Masson) - 13. Havanaise (dédié à Charles Delioux) - 14. Cantilene (dédié à Léon Laumonnier) - 15. Sphinx (dédié à Élie-Miriam Delaborde) | Publié par Alphonse Leduc                                                                    |
| opus 4   | Air Languedocien | Extrait de l'opus 3 Dédié à Antoine Marmontel                                                |
| opus 5   | | Titre manquant                                                                               |
| opus 6   | | Titre manquant                                                                               |
| opus 7   | Air de Ballet |                                                                                              |
| opus 8   | Barcarolle |                                                                                              |
| opus 9   | Arabesque |                                                                                              |
| opus 10  | Deuxième cantilène |                                                                                              |
| opus 11  | Esquisse |                                                                                              |
| opus 12  | | Titre manquant                                                                               |
| opus 13  | | Titre manquant                                                                               |
| opus 14  | Vingt-quatre études caractéristiques pour piano |                                                                                              |
| opus 15  | | Titre manquant                                                                               |
| opus 16  | Première gavotte pour piano |                                                                                              |
| opus 17  | Valse lente pour piano |                                                                                              |
| opus 18  | | Titre manquant                                                                               |
| opus 19  | Deuxième arabesque, valse pour piano |                                                                                              |
| opus 20  | Berceuse (petite) pour piano |                                                                                              |
| opus 21  | Sérénade pour piano |                                                                                              |
| opus 22  | Troisième barcarolle pour piano |                                                                                              |
| opus 23  | Deuxième valse lente pour piano |                                                                                              |
| opus 24  | Danse antique pour piano/Deuxième Gavotte pour piano |                                                                                              |
| opus 25  | | Titre manquant                                                                               |
| opus 26  | | Titre manquant                                                                               |
| opus 27  | Klavieroktett |                                                                                              |
| opus 28  | La nacelle, valse lente pour piano |                                                                                              |
| opus 29  | Esquisse romantique pour piano |                                                                                              |
| opus 30  | | Titre manquant                                                                               |
| opus 31  | Fantaisie valse |                                                                                              |
| opus 32  | Doux serment, romance sans paroles pour piano |                                                                                              |
| opus 33  | Gaillarde, pièce dans le style ancien pour piano |                                                                                              |
| opus 34  | Passepied, pièce dans le style ancien pour piano |                                                                                              |
| opus 35  | Valse rustique pour piano |                                                                                              |
| opus 36  | Souvenir d’antan pour piano |                                                                                              |
| opus 37  | Les Dryades, valse lente pour piano |                                                                                              |
| opus 38  | Pensée fugitive pour piano |                                                                                              |
| opus 39  | Vingt études de mécanisme et d’expression pour piano |                                                                                              |
| opus 40  | Pantomime, caprice pour piano |                                                                                              |
| opus 41  | Barcarolle pour piano |                                                                                              |
| opus 42  | Gavotte Pompadour pour piano |                                                                                              |
| opus 43  | | Titre manquant                                                                               |
| opus 44  | Tendre message, romance sans paroles pour piano |                                                                                              |
| opus 45  | Danse des djinns, air de ballet pour piano |                                                                                              |
| opus 46  | Douce confidence, romance sans paroles pour piano |                                                                                              |
| opus 47  | Mazurka chromatique pour piano |                                                                                              |
| opus 48  | Valse-berceuse pour piano |                                                                                              |
| opus 49  | Tarentelle, caprice pour piano |                                                                                              |
| opus 50  | Au pays bleu, romance sans paroles pour piano |                                                                                              |
| opus 51  | Petite barcarolle pour piano |                                                                                              |
| opus 52  | Air de ballet |                                                                                              |
| opus 53  | Sérénade pour piano |                                                                                              |
| opus 54  | Au crépuscule, romance sans paroles pour piano |                                                                                              |
| opus 55  | Mazurka mélodique pour piano |                                                                                              |
| opus 56  | | Titre manquant                                                                               |
| opus 57  | | Titre manquant                                                                               |
| opus 58  | | Titre manquant                                                                               |
| opus 59  | | Titre manquant                                                                               |
| opus 60  | Gavotte des Pupazzi pour piano |                                                                                              |
| opus 61  | | Titre manquant                                                                               |
| opus 62  | | Titre manquant                                                                               |
| opus 63  | Refrain martial |                                                                                              |
| opus 64  | | Titre manquant                                                                               |
| opus 65  | | Titre manquant                                                                               |
| opus 66  | | Titre manquant                                                                               |
| opus 67  | | Titre manquant                                                                               |
| opus 68  | | Titre manquant                                                                               |
| opus 69  | | Titre manquant                                                                               |
| opus 70  | Pavane pour piano |                                                                                              |
| opus 71  | | Titre manquant                                                                               |
| opus 72  | | Titre manquant                                                                               |
| opus 73  | | Titre manquant                                                                               |
| opus 74  | | Titre manquant                                                                               |
| opus 75  | | Titre manquant                                                                               |
| opus 76  | | Titre manquant                                                                               |
| opus 77  | | Titre manquant                                                                               |
| opus 78  | | Titre manquant                                                                               |
| opus 79  | | Titre manquant                                                                               |
| opus 80  | | Titre manquant                                                                               |
| opus 81  | | Titre manquant                                                                               |
| opus 82  | Gavotte, impromptu pour piano |                                                                                              |
| opus 83  | | Titre manquant                                                                               |
| opus 84  | Promenade champêtre pour piano |                                                                                              |
| opus 85  | Quinze nouveaux preludes |                                                                                              |
| opus 86  | | Titre manquant                                                                               |
| opus 87  | Gavotte martiale pour piano |                                                                                              |
| opus 88  | La Siesta! Troisième valse lente pour piano |                                                                                              |
| opus 89  | Vingt études de mécanisme et d’expression pour piano |                                                                                              |
| opus 90  | | Titre manquant                                                                               |
| opus 91  | | Titre manquant                                                                               |
| opus 92  | Marche (petite) grotesque pour piano |                                                                                              |
| opus 93  | En balancelle, valse lente pour piano |                                                                                              |
| opus 94  | Berceuse pastorale |                                                                                              |
| opus 95  | | Titre manquant                                                                               |
| opus 96  | | Titre manquant                                                                               |
| opus 97  | | Titre manquant                                                                               |
| opus 98  | | Titre manquant                                                                               |
| opus 99  | Chaconne pour piano |                                                                                              |
| opus 100 | Humoresque, valse pour piano |                                                                                              |
| opus 101 | Fantoccini, pièce caractéristiques pour piano |                                                                                              |
| opus 102 | Caprice-ballet pour piano |                                                                                              |
| opus 103 | | Titre manquant                                                                               |
| opus 104 | | Titre manquant                                                                               |
| opus 105 | Musette pour piano |                                                                                              |
| opus 106 | Esquisse, valse pour piano |                                                                                              |
| opus 107 | Fantaisie menuet, pour piano |                                                                                              |
| opus 108 | Trois pièces pittoresques pour piano à 4 mains | Publié chez Durand                                                                           |
| opus 109 | Première suite d’orchestre |                                                                                              |
| opus 110 | Fleurs fanées, mélodies sans paroles |                                                                                              |
| opus 111 | | Titre manquant                                                                               |
| opus 112 | Danse des libellules |                                                                                              |
| opus 113 | L’indolente (6ème valse lente pour piano) |                                                                                              |
| opus 114 | Deuxième musette pour piano |                                                                                              |
| opus 115 | Menuet badin pour piano |                                                                                              |
| opus 116 | Guitare pour piano |                                                                                              |
| opus 117 | | Titre manquant                                                                               |
| opus 118 | | Titre manquant                                                                               |
| opus 119 | Troisième musette pour piano |                                                                                              |
| opus 120 | Message, mélodie sans paroles pour piano |                                                                                              |
| opus 121 | | Titre manquant                                                                               |
| opus 122 | Cantilène (petite) pour piano |                                                                                              |
| opus 123 | Deuxième guitare pour piano |                                                                                              |
| opus 124 | Scherzando |                                                                                              |
| opus 125 | Berceuse lointaine |                                                                                              |
| opus 126 | Sérénade frivole |                                                                                              |
| opus 127 | | Titre manquant                                                                               |
| opus 128 | | Titre manquant                                                                               |
| opus 129 | Deuxième chaconne pour piano |                                                                                              |
| opus 130 | Musette nivernaise pour piano |                                                                                              |
| opus 131 | | Titel onbekend                                                                               |
| opus 132 | Gavotte rustique pour piano |                                                                                              |
| opus 133 | Sérénade guitare |                                                                                              |
| opus 134 | Souvenance, feuillet d’album pour piano |                                                                                              |
| opus 135 | Berceuse champêtre |                                                                                              |
| opus 136 | Menuet martial/Valse sentimentale |                                                                                              |
| opus 137 | Tras los montes, douvenir d’Espagne pour piano |                                                                                              |
| opus 138 | Polkina pour piano |                                                                                              |
| opus 139 | Saltarelle pour piano |                                                                                              |
| opus 140 | Duo-berceuse pour piano |                                                                                              |
| opus 141 | Valse gracieuse pour piano |                                                                                              |
| opus 142 | Nocturne barcarolle |                                                                                              |
| opus 143 | En route, piece caractéristique pour piano |                                                                                              |
| opus 144 | Grain de Blé/Grano di fremento | chanson sur un texte de Théophile Franchy                                                    |
| opus 145 | Sous la ramure pour piano |                                                                                              |
| opus 146 | Menuet, scherzando pour piano |                                                                                              |
| opus 147 | Chanson d’avril pour piano |                                                                                              |
| opus 148 | Farandole pour piano |                                                                                              |
| opus 149 | Landler, valse pour piano |                                                                                              |
| opus 150 | Gavotte à Ninon pour piano |                                                                                              |
| opus 151 | | Titre manquant                                                                               |
| opus 152 | | Titre manquant                                                                               |
| opus 153 | Au loin, mélodie sans paroles |                                                                                              |
| opus 154 | Valse enlaçante |                                                                                              |
| opus 155 | Au temps jadis, air de danse pour piano |                                                                                              |
| opus 156 | Noce villageoise pour piano |                                                                                              |
| opus 157 | | Titre manquant                                                                               |
| opus 158 | | Titre manquant                                                                               |
| opus 159 | Passepied |                                                                                              |
| opus 160 | Scherzino |                                                                                              |
| opus 161 | La source, pièce pour piano |                                                                                              |
| opus 162 | Cinquième valse lente pour piano |                                                                                              |
| opus 163 | Berceuse fredonnée pour piano |                                                                                              |
| opus 164 | Pas redoublé pour piano |                                                                                              |
| opus 165 | Fleurs mi-closes, mélodie pour piano |                                                                                              |
| opus 166 | Menuet noble pour piano |                                                                                              |
| opus 167 | | Titre manquant                                                                               |
| opus 168 | | Titre manquant                                                                               |
| opus 169 | | Titre manquant                                                                               |
| opus 170 | Second Ländler pour piano |                                                                                              |
| opus 171 | Caprice-mazurka pour piano |                                                                                              |
| opus 172 | Jours passés pour piano |                                                                                              |
| opus 173 | Doux regard, mélodie sans paroles pour piano |                                                                                              |
| opus 174 | Danses païennes no. 1; pas de nymphes pour piano |                                                                                              |
| opus 175 | Ronde pour piano |                                                                                              |
| opus 176 | Impromptu-scherzando pour piano |                                                                                              |
| opus 177 | Chanson slave pour piano |                                                                                              |
| opus 178 | Fantaisie-ballet à cinq temps pour piano |                                                                                              |
|          | Pauvre Petits |                                                                                              |
|          | Envoi | chanson sur un texte d'Armand Silvestre                                                      |
|          | Les Papillons |                                                                                              |
|          | Perle d’or |                                                                                              |